# Età napoleonica

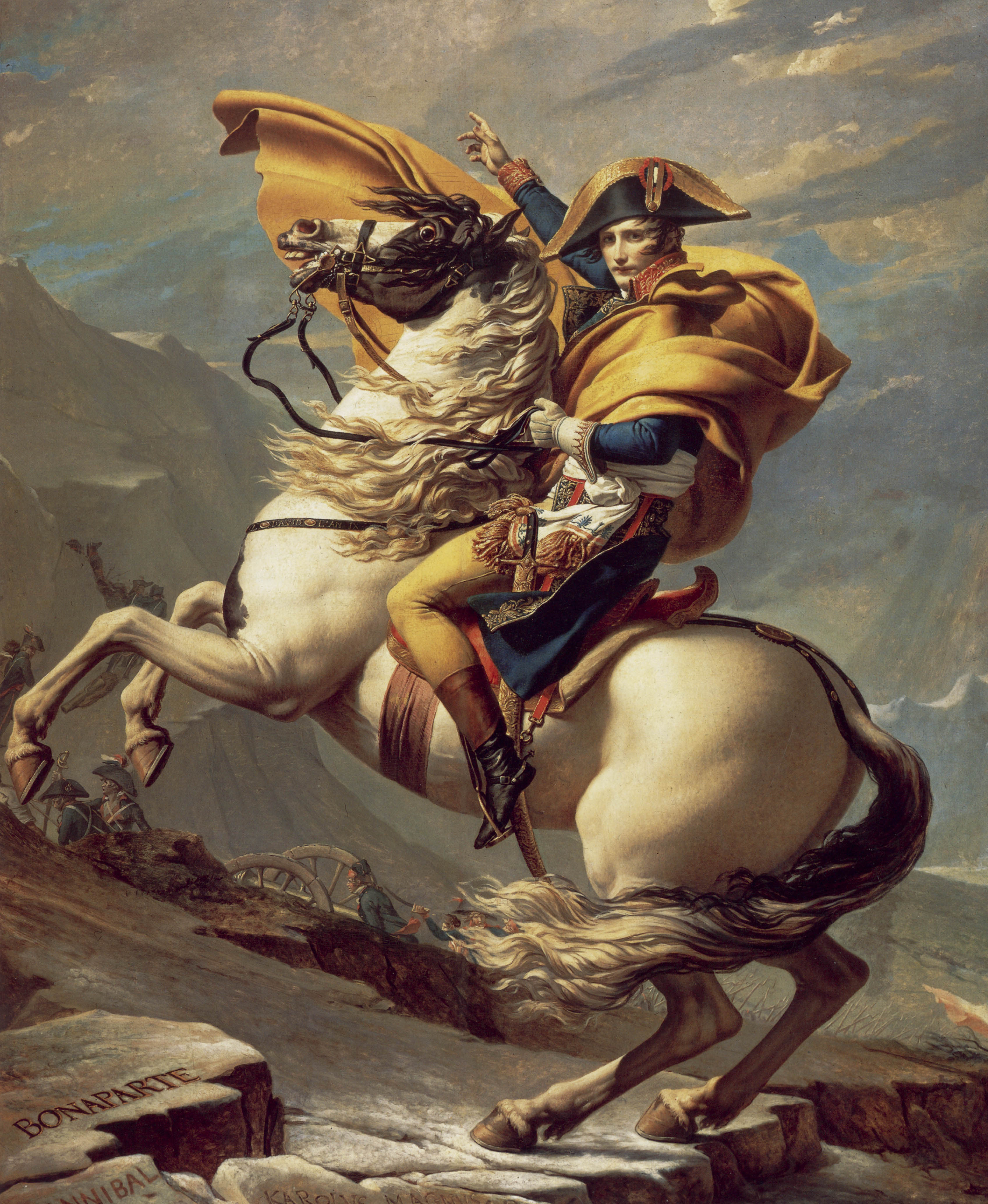
Jacques-Louis David, Napoleone attraversa il passo del Gran San Bernardo durante la campagna d'Italia nel 1796, olio su tela, 1800. È uno dei più celebri dipinti celebrativi dell'epopea napoleonica

Con età napoleonica, nella storiografia contemporanea, s'intende il periodo della storia contemporanea che va dalla discesa di Napoleone Bonaparte in Europa (1796), ovvero sul finire della Rivoluzione francese, al Congresso di Vienna (1815) ovvero fino alla Restaurazione, a cavallo dunque di XVIII e XIX secolo, caratterizzato dall'ascesa e affermazione al potere di Napoleone con il suo impero e la sua ideologia politica (bonapartismo). Rappresenta la prima fase storica della storia contemporanea europea.

## Ascesa al potere di Napoleone

### Le nuove guerre della Francia
Il Direttorio cercò nella guerra la via per distogliere l'attenzione dei francesi dai gravi problemi economici e di politica interna che affliggevano la neonata Repubblica francese; una guerra vittoriosa avrebbe inoltre rafforzato lo spirito nazionale. Fu così lanciata, nel 1796, una grande offensiva contro l'Austria, che fu attaccata nei suoi dominii nell'Europa centrale ed in Italia. Il grosso dell'esercito francese rimase bloccato in Germania, mentre l'armata d'Italia, comandata da Napoleone Bonaparte, allora un generale ventisettenne d'origine còrsa, che si era "fatto le ossa" durante le guerre rivoluzionarie, ottenne invece dei successi spettacolari. 
Napoleone sconfisse ripetutamente i piemontesi e gli austriaci ed entrò trionfalmente a Milano il 15 maggio 1796. Poi avanzò rapidamente verso Vienna, giungendo a soli 100 chilometri dalla capitale nemica. Con il trattato di Campoformio, stipulato il 17 ottobre 1797, l'Austria dovette cedere la Lombardia e il Belgio alla Francia, ricevendo in cambio Venezia e il Veneto (che Napoleone aveva occupato), l'Istria e la Dalmazia. L'antica repubblica veneta perdeva l'indipendenza dopo circa mille anni ed entrava così a far parte dei domini asburgici.

### Le repubbliche "sorelle"
Nei territori conquistati il Direttorio favorì la nascita di repubbliche con costituzioni simili a quella francese del 1795. Il direttorio era convinto che le conquiste della Rivoluzione francese si sarebbero consolidate solo se fossero nate in Europa delle "repubbliche sorelle" - chiamate pure giacobine - che condividevano con la "Grande madre" gli stessi princìpi costituzionali e gli stessi ideali rivoluzionari. In Italia, tra il 1796 e il 1799, nacquero quattro repubbliche: la cisalpina (composta da Lombardia, Emilia-Romagna e parte del Veneto), la ligure, la romana (sui territori dello Stato Pontificio, che costrinse il papa a fuggire in esilio) e la napoletana (su quelli invece del Regno di Napoli, che portarono la corte borbonica in esilio ad installarsi nel Regno di Sicilia). Fuori dall'Italia, invece, si formarono la Repubblica elvetica e quella olandese, non considerate reali.

### La campagna in Egitto
Grazie alle sue vittorie, Napoleone divenne padrone della vita politica francese. Nel 1798 il Direttorio volle attaccare la Gran Bretagna. Poiché era impossibile colpire direttamente la potente isola, il governo francese affidò a Napoleone il compito di conquistare l'Egitto per interrompere i commerci con l'India. Napoleone sbaragliò le truppe del governatore d'Egitto nella battaglia delle Piramidi, ma pochi giorni dopo la flotta inglese, al comando dell'ammiraglio Horatio Nelson, distrusse quella francese nella rada di Abukir. Pur vincitore a terra, Napoleone era bloccato in Africa. In sua assenza, nella primavera del 1799 gli austriaci sconfissero le armate francesi e tornarono in possesso dell'Italia. Le "Repubbliche sorelle", prive dell'appoggio delle popolazioni, caddero rapidamente.

### Colpo di Stato
In Francia, nel frattempo, il Direttorio, in difficoltà e attaccato sia dai monarchici sia dai giacobini, decise di ricorrere ancora ai militari e organizzò un colpo di Stato. Il 9 novembre 1799 Napoleone, rientrato dall'Egitto e accolto come trionfatore, assunse il titolo di primo console. Napoleone ricominciò subito le sue vittoriose campagne militari. Nel 1800, sconfiggendo a Marengo gli austriaci, riprese possesso dell'Italia. Sui territori della vecchia repubblica cisalpina, a cui si aggiunsero alcuni territori piemontesi e veneti, i francesi fondarono una Repubblica italiana con Bonaparte come presidente. Tra il 1801 e il 1802, dopo altre guerre vittoriose, Napoleone concluse con austriaci e inglesi paci vantaggiose per la Francia. La Repubblica francese non aveva più nemici sul continente. Sull'onda delle vittorie militari, Napoleone rafforzò sempre più il suo potere personale: si fece nominare console a vita (1802), infine imperatore (2 dicembre 1804), ponendo sul proprio capo la corona imperiale alla presenza di Papa Pio VII. Nacque così il primo impero francese.

## Conquista dell'Europa

### Le guerre del generale vittorioso Bonaparte
Tra il 1805 e il 1814 numerose guerre si susseguirono in modo quasi continuo tra la Francia e le varie potenze europee, riunite in diverse coalizioni antifrancesi sempre sostenute dalla Gran Bretagna, il nemico irriducibile. Questo susseguirsi di guerre portò Napoleone a essere, sia pure per pochi anni, l'assoluto dominatore della politica europea. Sulla terraferma gli eserciti napoleonici non avevano rivali. Napoleone sconfisse gli austriaci e i russi ad Austerlitz (1805) e i prussiani a Jena (1806). Sul mare, però, a prevalere era l'Inghilterra: quando, nel 1805, Napoleone preparò l'invasione dell'Inghilterra, la flotta francese fu distrutta a Trafalgar, al largo di Cadice, dall'ammiraglio Nelson. Napoleone cercò allora di danneggiare i rivali attuando il blocco dei traffici mercantili per l'Inghilterra per soffocarne l'economia (il cosiddetto blocco continentale). La mossa, però, non fu sufficientemente efficace.

### I familiari sul trono d'Europa
Sulle ceneri dell'Europa Napoleone riorganizzò il proprio dominio personale. Parte dell'Italia centro-settentrionale fu annessa all'impero francese. Il regno di Napoli, conquistato nel 1806, fu assegnato al fratello di Bonaparte, Giuseppe, e poi al cognato Gioacchino Murat. Molti altri regni d'Europa sconfitti, o nuovi regni creati dalle conquiste napoleoniche, furono assegnati a membri della famiglia Bonaparte: il fratello Luigi divenne re d'Olanda, il fratello Girolamo divenne re di Vestfalia, uno degli stati della Confederazione del Reno, l'insieme degli stati tedeschi a loro volta soggetti alla Francia, e infine il fratello Giuseppe, già re di Napoli, divenne nel 1808 re di Spagna. Jean-Baptiste Jules Bernadotte, cognato del fratello Giuseppe, ascese invece al trono di Svezia, essendo stato adottato dal re.

### Padrone dell'Europa
Le guerre napoleoniche portarono alla scomparsa, nel primo caso in breve tempo, nel secondo caso in via definitiva, di due stati di tradizione millenaria. Lo Stato pontificio fu annesso all'impero francese nel 1809 e il Papa Pio VII, lo stesso che aveva incoronato Napoleone, venne esiliato in Francia. Il Sacro romano impero cessò di esistere, dato che i territori tedeschi soggetti alla dinastia degli Asburgo erano ormai tutti sottomessi alla Francia. Dopo avere ancora una volta sconfitto gli austriaci a Wagram, nel 1809, nel 1810 Napoleone pensò di unificare sotto un'unica dinastia Francia e Austria. Così, dopo avere divorziato dalla prima moglie, Giuseppina, sposò Maria Luisa, figlia dell'imperatore d'Austria. Tuttavia il figlio nato da quel matrimonio, Napoleone II, non avrebbe fatto in tempo a regnare. Al massimo della sua potenza, tra il 1811 e il 1812, Napoleone dominava direttamente o attraverso accordi vantaggiosi per la Francia tutto il continente. Si sottraevano dalla sua influenza solo la Russia e l'Inghilterra.

## Il governo napoleonico

### Napoleone, l'esercito e la Francia
Napoleone Bonaparte ebbe un rapido successo, i motivi furono i seguenti:
in primo luogo, l'importanza assunta dall'esercito nella vita politica. La Rivoluzione aveva creato un esercito profondamente diverso da quello pre-rivoluzionario, cioè un esercito popolare. Mentre nella Francia dell'Antico regime gli alti ufficiali erano aristocratici, nel corso della Rivoluzione anche cittadini di origine borghese e popolare potevano fare carriera nell'esercito, come del resto era accaduto proprio a Napoleone. Quest'ultimo lo sapeva bene, e la sua forza fu sempre legata alla sua popolarità tra i soldati e alle sue conquiste. Inoltre l'introduzione del principio meritocratico per la scalata delle gerarchie militari offriva all'esercito napoleonico un enorme vantaggio tattico sugli antiquati eserciti dell'Ancièn Régime. In terzo luogo, Napoleone seppe dare una risposta alle esigenze della società francese in un momento di grande difficoltà. Napoleone offrì alla maggioranza della popolazione, che era stanca dei continui cambiamenti politici, e alla borghesia, che voleva sviluppare i propri affari, un potere politico forte, stabile e nuovamente centralizzato, pur continuando a mostrare una parvenza di Stato repubblicano che lo distinguesse dalla monarchia borbonica: lo stesso Napoleone fu incoronato "Imperatore dei francesi" e non "di Francia". Egli si pose come "l'uomo nuovo", capace di porre fine agli eccessi della rivoluzione senza però rinunciare alle sue conquiste.

### Il governo di Napoleone
I provvedimenti legislativi di Napoleone trasformarono la società francese, e al tempo stesso, seppero frenare le opposizioni e assicurargli un ampio consenso. All'interno, il governo di Napoleone fu autoritario, tradendo così gli obiettivi di libertà e partecipazione che erano stati alla base della Rivoluzione. Grazie a un efficiente sistema poliziesco, assunse il pieno controllo del mondo politico e intellettuale, perseguitando ogni opposizione. La libertà di stampa fu soppressa e Parigi si ridusse ad avere solo quattro giornali (tutti favorevoli al governo) contro i 335 che aveva nel 1790. Nella sua opera legislativa, Napoleone mirò in primo luogo ad assicurare l'autorità dello stato, rinforzando il potere centrale, cioè il suo. Egli formò un ampio corpo di funzionari (o burocrazia), tra i quali gli ispettori e i prefetti, che garantivano che le direttive del governo fossero attuate rapidamente in tutto l'impero. La carriera nella burocrazia si aprì anche ai borghesi e ai popolani, cioè le classi vincitrici della Rivoluzione, e, come quella militare, divenne occasione di mobilità sociale. In campo scolastico fu creato un sistema d'istruzione superiore gestito dallo stato per formare una classe dirigente fatta d'ingegneri, giuristi e amministratori. L'attività economica fu agevolata, anche mediante l'istituzione della Banca di Francia, e protetta dalla concorrenza straniera con barriere doganali. Napoleone pose riparo anche alla frattura tra la Chiesa e molti cattolici francesi e la Rivoluzione. Abolì le leggi sul clero e nel 1801 firmò un concordato che riconosceva il cattolicesimo "religione della grande maggioranza dei francesi" e finanziava la Chiesa. Anche il calendario rivoluzionario, senza domeniche e senza festività religiose, fu abolito.

### Il Codice civile
Il risultato più importante e destinato a durare dell'attività di Napoleone fu il Codice civile (1804), un insieme di leggi che regolano i rapporti fra i cittadini in tema di matrimonio, famiglia, proprietà, lavoro. Il codice Napoleonico diede certezza e uniformità alle leggi francesi, mantenendo alcune delle più importanti conquiste della Rivoluzione: abolizione dei privilegi feudali, garanzia della proprietà privata, anagrafe per riconoscere l'individuo come vero cittadino di uno stato, libertà di iniziativa economica, uguaglianza dei cittadini davanti alla legge, istruzione laica, libertà religiosa, libertà di lavoro. Su alcuni aspetti, in particolare per quanto concerne la condizione femminile, il Codice fece però dei passi indietro rispetto alla legislazione del periodo rivoluzionario: la donna, che all'interno della famiglia aveva conquistato una posizione paritaria nei confronti del marito, tornò a essere considerata inferiore all'uomo.

## Francesi e Italia

### Le speranze dei "giacobini" italiani
Sul finire del Settecento, in Italia si era ormai andato formando sulla scorta delle idee illuministe un movimento politico, composto in prevalenza da esponenti del ceto medio borghese (professionisti, imprenditori, studenti, intellettuali), che, sull'onda della Rivoluzione francese, venne definito "giacobino", benché dai giacobini veri e propri se ne differenziasse per l'esser maggiormente moderato rispetto alle loro storiche istanze. In questo movimento erano presenti almeno due orientamenti: uno moderato e liberale, che propendeva per l'instaurarsi d'un regime monarchico costituzionale, e l'altro più politicamente radicale e schiettamente repubblicano. I "giacobini" italiani salutarono gli avvenimenti della Rivoluzione francese come l'inizio di una nuova era che avrebbe posto fine all'assolutismo e al dominio straniero in Italia. In particolare accolsero con entusiasmo, nel 1796, l'avanzata di Napoleone nella penisola e ed il costituirsi da parte delle sue truppe delle "repubbliche sorelle": cisalpina, ligure, romana e napoletana.

### La disillusione e la repressione dei giacobini
Presto, però, arrivò la disillusione: alla prova dei fatti fu chiaro che Napoleone e il Direttorio agivano nell'esclusivo interesse della Francia. Nel 1797, infatti, Napoleone concluse la guerra con l'Austria sottoscrivendo il trattato di Campoformio, con il quale otteneva il riconoscimento dell'egemonia francese sulla Repubblica cisalpina, mentre smembrò la Repubblica veneta assegnando Bergamo e Brescia alla Repubblica cisalpina ed i territori del Veneto, dell'Istria e della Dalmazia all'Austria. Il trattato di Campoformio provocò tra i patrioti italiani grande delusione dunque. Nel 1799 le sconfitte patite poi dai francesi ad opera degli austriaci e dei russi decretarono la fine delle repubbliche e l'inizio di una dura repressione contro i giacobini, accompagnata da violente sollevazioni popolari, prevalentemente contadine, ostili ai governi repubblicani.

### Il nuovo dominio napoleonico
La seconda fase del dominio francese in Italia prese il via con la conquista della penisola italiana iniziata da Napoleone nel 1800 e conclusasi nel 1809. Nel 1805 Napoleone si fece proclamare re d'Italia (sui territori della ex Repubblica italiana). Alla fine l'Italia risultò così divisa e organizzata:
- territori appartenenti al Regno d'Italia (affidati al viceré Eugenio de Beauharnais, figlio della prima moglie di Napoleone, Giuseppina, che faceva le veci del re, il patrigno);
- territori direttamente annessi all'Impero napoleonico;
- territori affidati a membri della famiglia imperiale.[1][2][3]

La dominazione francese si fece allora assai dura e pesante: immense risorse furono saccheggiate e migliaia di uomini furono costretti, dalla leva obbligatoria, a combattere e morire nelle campagne militari di Napoleone. Dal punto di vista economico, inoltre, il dominio francese danneggiò l'Italia a causa di una politica doganale che favoriva le importazioni dalla Francia e scoraggiava le esportazioni, mentre il "blocco continentale" contro gli inglesi causò gravi conseguenze sui commerci marittimi italiani.

### L'eredità del dominio napoleonico in Italia
Il dominio napoleonico ebbe però anche effetti positivi per la società italiana, soprattutto nel Regno d'Italia, dove furono introdotte riforme importanti e incisive: abolizione delle dogane interne, unificazione del sistema monetario, dei pesi e delle misure, miglioramento del sistema fiscale, costruzione di strade, canali e ponti ed il potenziamento dell'istruzione superiore. Particolarmente importante fu poi l'adozione degli stessi codici (civile, penale e del commercio) che Napoleone aveva introdotto in Francia. Anche nel Regno di Napoli l'amministrazione francese introdusse importanti cambiamenti: l'abolizione della feudalità e la vendita delle proprietà ecclesiastiche, che favorirono la crescita della borghesia terriera. In generale, la borghesia italiana fu per la prima volta massicciamente coinvolta nell'amministrazione statale e fu educata a un nuovo senso di lealtà verso lo stato e la funzione pubblica. Come in altre parti d'Europa, inoltre, maturò il sentimento di appartenere ad una nazione.

### I furti d'arte napoleonici
Notevoli furono le opere d'arte che i governi napoleonici esportarono per la costituzione del Museo Napoleone, futuro Louvre, a titolo di indennizzo. Napoleone attuò nel campo dei beni culturali una politica di spoliazione delle nazioni vinte, appropriandosi di opere d'arte dai luoghi di culto, dalle corti e dalle collezioni private delle famiglie nobili dell'Ancien régime che, a scopi propagandistici, trasferiva in prima battuta nel palazzo del Louvre di Parigi dove aveva voluto nel 1795 il Musée des Monuments Français oltre che in altri musei di Francia. All'indomani della sconfitta di Napoleone nella battaglia di Waterloo (18 giugno 1815) tutti i regni d'Europa inviarono a Parigi propri commissari artistici per pretendere la restituzione delle opere trafugate o il loro risarcimento (per esempio Antonio Canova partecipò in rappresentanza dello Stato Pontificio). Circa metà delle opere d'arte esportate a vario titolo durante l'occupazione militare francese non vennero restituite e costituiscono oggi il nucleo dei cosiddetti Furti Napoleonici.
Il 19 giugno 1796 Napoleone giunse a Bologna e dichiarò decaduto il governo pontificio restituendo a Bologna la sostanza del suo antico governo. I poteri venivano così provvisoriamente concentrati al Senato che però avrebbe dovuto giurare fedeltà alla Repubblica Cisalpina. Con questa mossa politica, Napoleone si guadagnò la benevolenza dell'aristocrazia bolognese e Bologna si orientò nella direzione (opposta a quella romana) del rinnovamento sociale e culturale dell'Europa laica e borghese. La politica napoleonica fece prevedere un clima di aspettative nei confronti delle nuove trasformazioni della società, e per questo venne innalzato in Piazza Maggiore l'albero delle libertà mentre un gruppo di illustri giuristi bolognesi iniziava a preparare il testo di una nuova costituzione che venne approvata definitivamente il 4 dicembre 1796, la prima costituzione democratica di quella che sarà l'Italia. Durante l'occupazione francese, diverse opere d'arte presero la via della Francia a causa delle spoliazioni napoleoniche. Secondo il catalogo pubblicato nel Bulletin de la Société de l'art français del 1936, delle 31 opere d'arte provenienti da Bologna ed inviate in Francia nel luglio 1796, solo 16 fecero ritorno in Italia dopo il Congresso di Vienna.

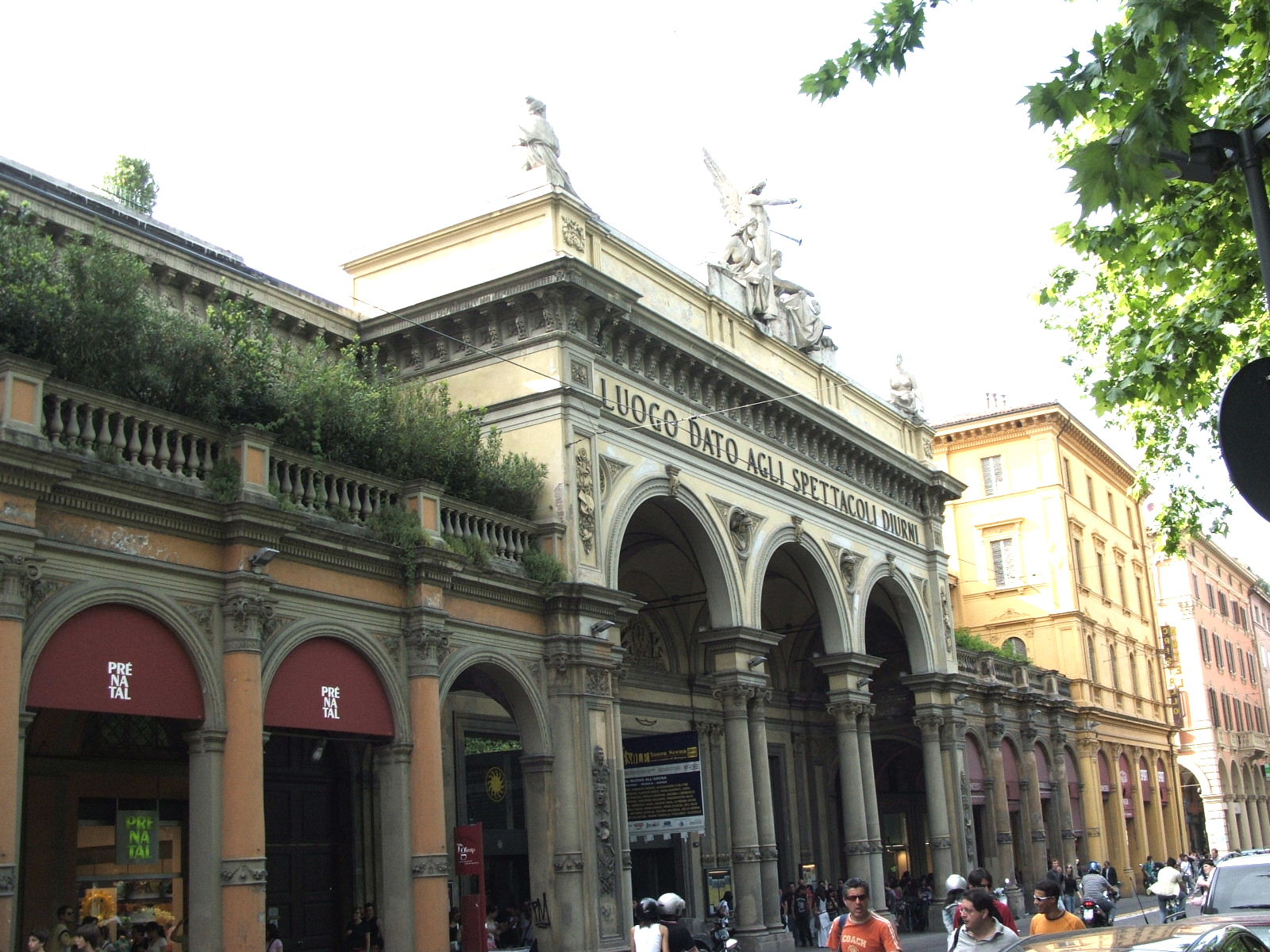
L'Arena del Sole, inaugurata nel 1810

## La crisi e la caduta

### Le proteste contro il dominio napoleonico
Nel corso della Prima campagna d'Italia di Napoleone Bonaparte, il 24/25 maggio 1796 Binasco venne bruciata e saccheggiata dalle truppe napoleoniche, per ordine del capo brigata Jean Lannes.
In un primo tempo, Napoleone fu considerato dai popoli conquistati come un liberatore da regimi assolutisti e corrotti. Successivamente, però, fu visto come un tiranno, che spegneva ogni libertà e depredava ricchezze. Le Pasque veronesi furono un episodio d'insurrezione della città di Verona e dei suoi dintorni contro le truppe di occupazione francesi, comandate dal generale Napoleone Bonaparte. Furono così chiamate anche per assonanza con i Vespri siciliani. La rivolta, scoppiata per via dell'oppressione francese in città (durante il loro soggiorno a Verona vi furono confische di beni ai cittadini e complotti per tentare di rovesciare l'amministrazione locale), iniziò la mattina del 17 aprile 1797, Lunedì dell'Angelo: la popolazione esasperata riuscì a mettere fuori combattimento più di mille soldati francesi, soprattutto nelle prime ore della battaglia, mentre i militi francesi cercavano di rifugiarsi nei castelli della città, successivamente presi d'assalto. L'insurrezione terminò il 25 aprile 1797 con l'accerchiamento della città da parte di 15 000 soldati: le conseguenze a cui la città e i cittadini dovettero far fronte furono principalmente il pagamento di ingenti somme e le razzie di opere d'arte e di beni.La ricostruzione dell'esatto andamento degli eventi ha dato vita a un dibattito e alla nascita di alcune controversie dovute a talune differenze tra ciò che riportano le fonti veronesi e quelle francesi che si sono protratte fino agli anni 2000 investendo anche il dibattito politico locale.
Il 15 febbraio fu dichiarato decaduto il potere temporale di Pio VI e fu proclamata a sua volta la Repubblica Romana, ispirata al modello francese. Pochi giorni dopo, il 20 febbraio, il papa fu tratto prigioniero e allontanato dalla città. 
I francesi, una volta impossessatisi del territorio con la scusa dell'omicidio del Generale Duphot per mano di un soldato pontificio il 28 dicembre 1797, costrinsero tutta la popolazione del luogo a portare, al posto del crocifisso, una laica coccarda tricolore, sia per sradicare la religione e la tradizione locale che per creare con la forza una nuova società secolarizzata. Oltre a ciò, a scatenare il moto furono: l'aumento delle tasse, la sostituzione di tutti i simboli cristiani dalla città con quelli giacobini e addirittura l'abolizione del calendario gregoriano, rimpiazzato da quello rivoluzionario francese.Quando alcune guardie civiche andarono a chiedere agli abitanti di rimuovere una croce da loro posta sulle coccarde per distinguersi dai giudei, tra l'altro considerati forti sostenitori della repubblica, ebbe inizio una rivolta che già si sentiva nell'aria: una folla di popolani trasteverini e monticiani insorse e le guardie civiche furono gettate nel fiume. La sommossa viene sedata dalle armate francesi.Sarebbe morto in esilio l'anno seguente in Francia. Il 25 febbraio scoppiò una sommossa popolare che fu duramente repressa dai francesi.Il 7 marzo alla Repubblica Romana riassorbì la Repubblica Tiberina e la Repubblica Anconitana che avevano anticipato le insurrezioni giacobine. La Costituzione, sul modello di quella francese, fu promulgata il 20 marzo seguente. Prevedeva l'elezione di un Tribunato di 72 membri e di un Senato di 32: questi due organi esercitavano il potere legislativo e designavano cinque consoli ai quali era demandato il potere esecutivo. Di fatto, però, il potere era esercitato dagli occupanti francesi. Il nuovo regime fu accolto freddamente dalla popolazione romana, che, dopo aver subìto i saccheggi che avevano accompagnato la presa della città, dovette accollarsi anche le pesanti imposte richieste dagli occupanti.
Nel 1801, Louverture decise di proclamare una costituzione per Santo Domingo che lo decretava governatore a vita e stabiliva la sovranità dei neri sullo stato con l'abolizione perpetua della schiavitù. In risposta, Napoleone Bonaparte inviò un corpo di spedizione militare di soldati francesi e navi da guerra sull'isola, guidato da suo cognato Charles Leclerc, per restaurare appieno il governo francese su Santo Domingo. I francesi avevano inoltre segretamente il compito di restaurarvi la schiavitù. Bonaparte ordinò che Toussaint fosse comunque trattato con rispetto sino a quando i francesi non avessero avuto il completo controllo dell'isola; dopo di ciò, Toussaint avrebbe dovuto essere condotto a Le Cap e li arrestato; se l'operazione fosse fallita, Leclerc avrebbe dovuto condurre "una guerra sino alla morte" senza alcuna pietà nei confronti di tutti i seguaci di Toussaint. Una volta completato l'obbiettivo, si sarebbe emesso un decreto per il restauro della schiavitù. I numerosi soldati francesi sarebbero stati assistiti dalle truppe dei mulatti Alexandre Pétion e André Rigaud, che già tre anni prima erano stati sconfitti da Toussaint ed erano in cerca di vendetta. I francesi giunsero il 2 febbraio 1802 a Le Cap col comandante haitiano Henri Christophe che ebbe l'ordine da Leclerc di restituire la città ai francesi. Quando Christophe si rifiutò, i francesi assaltarono Le Cap e gli haitiani preferirono mettere a fuoco e fiamme la città piuttosto che arrenderla nelle mani dei francesi. Leclerc inviò a Toussaint delle lettere ove promise: "Non abbiate alcun tipo di preoccupazione per la vostra fortuna personale. Verrà salvaguardata a vostro nome come già fatto da voi in persona. Non preoccupatevi nemmeno della libertà dei vostri cittadini". Dal momento che Toussaint ancora non si presentava a Le Cap, Leclerc emise un proclama il 17 febbraio 1802: "Il generale Toussaint e il generale Christophe sono proclamati fuorilegge; tutti i cittadini hanno l'ordine di dare loro la caccia e trattarli come ribelli della Repubblica Francese". Il capitano Marcus Rainsford, un ufficiale inglese in visita a Santo Domingo, osservò l'allenamento delle truppe haitiane scrivendo: "Con un sol fischio, un'intera brigata era pronta a correre per tre o quattro iarde di distanza, cambiando velocemente posizione [...] Questi movimenti erano eseguiti con una tale facilità e precisione da rendere completamente inefficace l'intervento della cavalleria". In una lettera a Jean-Jacques Dessalines, Toussaint descrisse il suo piano per sconfiggere i francesi: "Non dimentichiamo, mentre attendiamo la stagione delle piogge, che non abbiamo altra risorsa che la distruzione e il fuoco. Teniamo a mente il fatto che il suolo non dobbiamo lasciarlo ai nostri nemici nemmeno con una minima speranza di sussistenza. [...] dobbiamo bruciare e annientare ogni cosa di modo che coloro che ci avevano ridotto in schiavitù abbiano dinanzi ai loro occhi l'immagine dell'inferno che hanno scatenato". Gli haitiani infatti incendiarono Léogâne e uccisero tutti i francesi presenti tanto che lo storico C. L. R. James scrisse a tal proposito: "Uomini, donne e bambini, come pure ogni bianco che venisse loro alle mani, venne massacrato. Venne inoltre impedita ogni sepoltura, lasciando pigne di corpi a decomporsi al sole per incutere terrore alle colonne militari di francesi che li avessero visti", come avevano imparato dai loro padroni bianchi. I francesi, dal canto loro, si mostrarono largamente stupiti del comportamento degli haitiani che apparivano così poco desiderosi di tornare sotto il governo dei loro "naturali padroni". Il generale Pamphile de Lacroix, visibilmente scioccato dopo aver visto le rovine di Leogane, scrisse: "L'hanno ricolmata di corpi" "che ancora conservano le loro fattezze e il loro corpo, ma il gelo della morte è chiaramente dipinto nei loro volti".
Dal momento che i disordini scoppiati resero impossibile per Napoleone riprendere il controllo su Haiti, fu lui il primo a rinunciare all'idea di ricreare l'impero coloniale francese. Egli decise pertanto di vendere la Louisiana agli Stati Uniti. La rivoluzione haitiana portò a due circostanze non previste: la creazione della divisione tra America continentale e insulare e la fine del dominio napoleonico nelle Americhe.
Questa fu inoltre l'ultima ribellione di schiavi su così vasta scala. Napoleone revocò dopo questo atto tutte le disposizioni della Francia in materia di schiavi e le concessioni fatte tra il 1793 e il 1801 e riportò in vigore la schiavitù in tutte le colonie francesi dove perdurò sino al 1848.

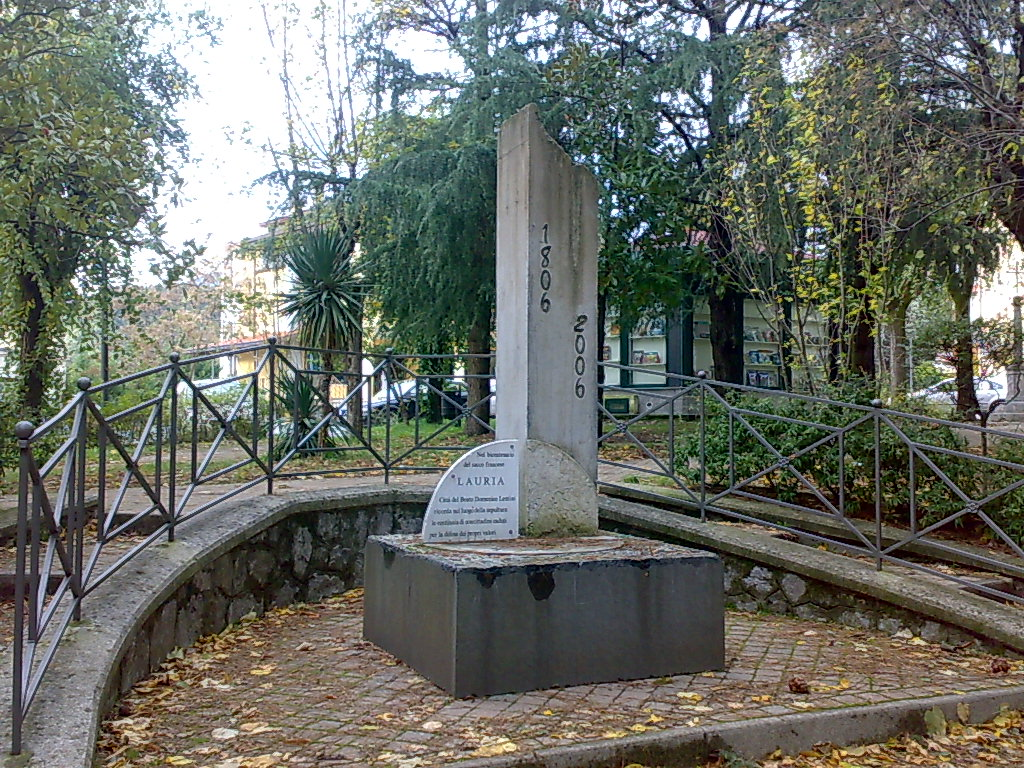
Monumento alle vittime del sacco di Lauria - panoramio

Il massacro di Lauria fu una strage compiuta tra il 7 ed il 9 agosto 1806 dalle truppe napoleoniche comandate dal generale Andrea Massena a danno della popolazione locale che si era ribellata all'occupazione francese parteggiando per la corona borbonica. L'insurrezione calabrese (chiamata anche guerra d'insurrezione calabrese) fu una guerra della terza coalizione svoltasi nel Regno di Napoli tra il 1806 e il 1809, combattuta da formazioni di volontari contro l'esercito francese nei territori di Calabria e Basilicata. A poco a poco, i popoli europei cominciarono a ribellarsi. I primi furono gli spagnoli, che sin dal 1808, con l'appoggio inglese, combatterono l'esercito napoleonico con una dura guerriglia, sino a cacciarlo dalla Spagna nel 1813. Anche in altri paesi europei, come la Germania, l'opposizione a Napoleone divenne sempre più radicale verso la fine del primo decennio dell'Ottocento.
Nei primi anni dell'Ottocento l'aspra lotta fra Napoleone I e l'Inghilterra coinvolse anche Capri. L'occupazione della città da parte dei francesi (gennaio 1806) non lasciò tranquille le truppe inglesi, le quali, sbarcate sull'isola nel maggio dello stesso anno, sotto la guida di Sir W. Sidney Smith, riuscirono ad avere la meglio sui loro nemici. Gli inglesi per due anni agirono incontrastati, vi stabilirono una nutrita guarnigione e realizzarono alcune opere di fortificazione che resero l'isola una "Piccola Gibilterra", causando però danni irreparabili alle rovine delle ville imperiali. In quel periodo Capri contava circa 3000 abitanti.
Il solo che riuscì a annientare le forze inglesi fu Gioacchino Murat, il 4 ottobre del 1808: attraverso un attacco simulato sui due approdi di Marina Grande e Marina Piccola distolse l'attenzione degli inglesi dalla costa occidentale, da dove i francesi riuscirono a risalire la scogliera e a costringere i nemici alla resa e a far loro precipitare in mare un cannone, poi ritrovato sott'acqua nel 2000. Poco dopo la conquista di Capri, i privilegi della Certosa furono annullati da Murat, e il 12 novembre del 1808 i monaci furono obbligati a lasciare l'isola.
I francesi qui rimasero fino alla fine della potenza napoleonica e alla restaurazione borbonica (1815), quando Ferdinando IV di Napoli rientrò a Napoli e con il nome di Ferdinando I, secondo le disposizioni del congresso di Vienna, divenne sovrano del Regno delle Due Sicilie.
La quarta guerra di Vandea cominciò nel marzo 1813, dopo la ritirata di Napoleone dalla Russia (1812) ed ebbe una pausa quando, a seguito della sconfitta dell'Imperatore a Lipsia (ottobre 1813), Luigi XVIII salì al trono, nell'aprile 1814. Dopo il ritorno al potere di Napoleone con i Cento giorni la guerra riprese il 15 maggio 1815 e terminò il mese successivo quando, a seguito della battaglia di Waterloo, Luigi XVIII ritornò sul trono di Francia nel giugno 1815. Il Sovrano, in segno di riconoscenza, conferì il grado di generale dei granatieri reali (un corpo militare addetto alla protezione del re) al generalissimo dell'armata vandeana Louis de La Rochejaquelein e lo stesso fece con il suo successore Charles Sapinaud, che divenne generale e venne insignito del titolo di duca.Anche ferventi repubblicani come François-Noël Babeuf si schierarono contro la repressione indiscriminata contro la popolazione civile vandeana nelle prime due guerre. La battaglia non fu particolarmente dura e nessuna delle due fazioni uscì vincitrice, tuttavia Louis de La Rochejaquelein venne ucciso e Auguste ferito, così i vandeani, che però non si accorsero della morte del generalissimo, si ritirano in ordine.Anche se la guerra sembrava volgere al termine, si cercò comunque di prolungarla il più possibile. Venne infatti eletto come nuovo generalissimo Charles Sapinaud e gli scontri continuarono fino alla battaglia decisiva avvenuta il 21 giugno: Suzannet si scontrò con il generale Lamarque a Rocheservière, dove morì prima che la battaglia avesse inizio, colpito da un proiettile vagante. Lamarque non ebbe poi difficoltà a disperdere gli uomini di Suzannet, quindi prese Boulogne e Thouars.Il 24 giugno 1815 fu firmato l'armistizio a Tessoualle, vicino a Cholet. Il giorno successivo si seppe della sconfitta di Napoleone a Waterloo (avvenuta il 18 giugno 1815), che determinò la fine del regno di Napoleone. Nonostante tutto, erano ugualmente riusciti ad aiutare Luigi XVIII a salire al trono.

### Napoleone ristabilisce la schiavitù
Napoleone era legato agli interessi dei piantatori delle colonie (la sua stessa prima moglie Giuseppina di Beauharnais apparteneva a una famiglia di proprietari della Martinica), e ricevette da essi appoggi per la sua ascesa. Era prevedibile un assalto all'autonomia della Saint-Domingue nera e il ristabilimento in essa e nelle altre colonie della schiavitù abolita dalla Convenzione.
Napoleone, era conscio che l'anomalia del governo di Toussaint e della repubblica degli schiavi liberati era intollerabile anche dal punto di vista delle altre potenze schiavistiche dell'epoca, ed era percepita come un focolaio pericoloso di contagio.
Il ristabilimento della schiavitù venne deciso il 19 aprile del 1801 e sanzionato ufficialmente il 10 maggio 1802.
Nell'isola della Martinica, in pratica, gli schiavi non avevano conosciuto la liberazione: subito dopo il decreto della Convenzione, infatti, l'isola era stata conquistata dagli inglesi, che lo avevano annullato (30 marzo 1794).
Nella Guadalupa ci fu una resistenza dei soldati di colore (inseriti dal 1793 nelle truppe francesi) contro il generale Lacrosse, che aveva ordinato loro di deporre le armi, ed al nuovo corpo di spedizione inviato da oltreoceano (1802). Gli ufficiali di colore Ignace e Delgres, con le loro truppe, combatterono fino all'ultimo.

Il 10 maggio, ormai certo della sconfitta, Delgrès scrisse un proclama «all'universo intero» da cui sono tratte le seguenti righe: 
Il 28 maggio i 300 combattenti superstiti diedero fuoco alle polveri del loro fortilizio e morirono tutti piuttosto che arrendersi.
Il 16 luglio un decreto del governo stabiliva, in riferimento alla colonia della Guadalupa, anche la soppressione della parità dei diritti per la popolazione di colore libera, riservando la cittadinanza francese ai soli bianchi.

### La disfatta di Russia
La crisi definitiva dell'impero napoleonico fu provocata da una disfatta militare. Napoleone decise di attaccare l'impero russo, sia per estendere ulteriormente i domini francesi, sia perché lo zar non voleva rinunciare agli scambi commerciali con l'Inghilterra, grande acquirente del grano russo. La campagna di Russia, iniziata nel giugno del 1812, ebbe un inizio travolgente. L'esercito forse più numeroso mai organizzato fino a quella data, circa seicentomila uomini, non solo francesi, ma provenienti da tutti i paesi dell'impero, penetrò profondamente nel territorio russo. Contrariamente alle previsioni, però, il generale russo Kutuzov evitò il più possibile lo scontro diretto, nel quale i francesi avrebbero probabilmente avuto la meglio. Egli preferì ritirarsi, distruggendo o facendo portare via dalla popolazione cibo, raccolti e animali. Le truppe francesi entrarono a Mosca, ma quasi tutti gli abitanti l'avevano abbandonata e la città era in fiamme. Privi di rifornimenti, i francesi iniziarono una disastrosa ritirata nel gelo dell'inverno russo, continuamente colpiti sui fianchi dagli attacchi nemici. Alla fine della ritirata, non più di 60.000 uomini fecero ritorno in Francia.

### Sconfitta, "cento giorni" ed esilio
Nell'ottobre del 1813, a Lipsia, una coalizione di potenze europee inflisse a Napoleone una dura sconfitta. Il 31 marzo 1814 le truppe degli stati che si erano uniti contro Napoleone entrarono a Parigi: il 6 aprile Napoleone abdicò, ottenendo la sovranità dell'Isola d'Elba. Sul trono francese ritornarono i Borbone, con il fratello di Luigi XVI che assunse il titolo di Luigi XVIII. L'ultima avventura di Napoleone, chiamata i "cento giorni", iniziò il 1º marzo 1815: sbarcato a Cannes, nella Francia meridionale, con pochi uomini, marciò su Parigi, dove entrò il 20 marzo, mentre Luigi XVIII fuggiva in Belgio. I soldati mandati a fermare Napoleone, che nella maggior parte dei casi erano gli stessi che per anni avevano combattuto sotto il suo comando, si unirono a lui. Immediatamente si riformò un'alleanza antifrancese, cui aderirono Inghilterra, Austria, Russia, Prussia e Svezia. L'ultima grande battaglia di Napoleone si svolse a Waterloo, presso Bruxelles, il 18 giugno 1815. Egli cercò di battere separatamente l'esercito inglese prima che si congiungesse con quello prussiano, ma la disperata resistenza degli inglesi diede ai prussiani il tempo di arrivare e di schiacciare le truppe francesi ormai decimate dalla battaglia. Napoleone abdicò per la seconda volta e fu esiliato nell'isolotto di Sant'Elena, in pieno Atlantico. Qui morì il 5 maggio 1821.

### L'eredità di Napoleone
Il giudizio storico sul dominio napoleonico non può limitarsi al suo carattere oppressivo e di sfruttamento. Infatti, l'introduzione del Codice Civile nei Paesi conquistati ebbe come conseguenza un'importante diffusione delle conquiste della Rivoluzione francese (per esempio, l'uguaglianza dei cittadini di fronte alla legge e la laicità dello stato) e segnò l'inizio di un cambiamento profondo che non si sarebbe più fermato.

## Il pensiero e le arti

### Lo stile Impero

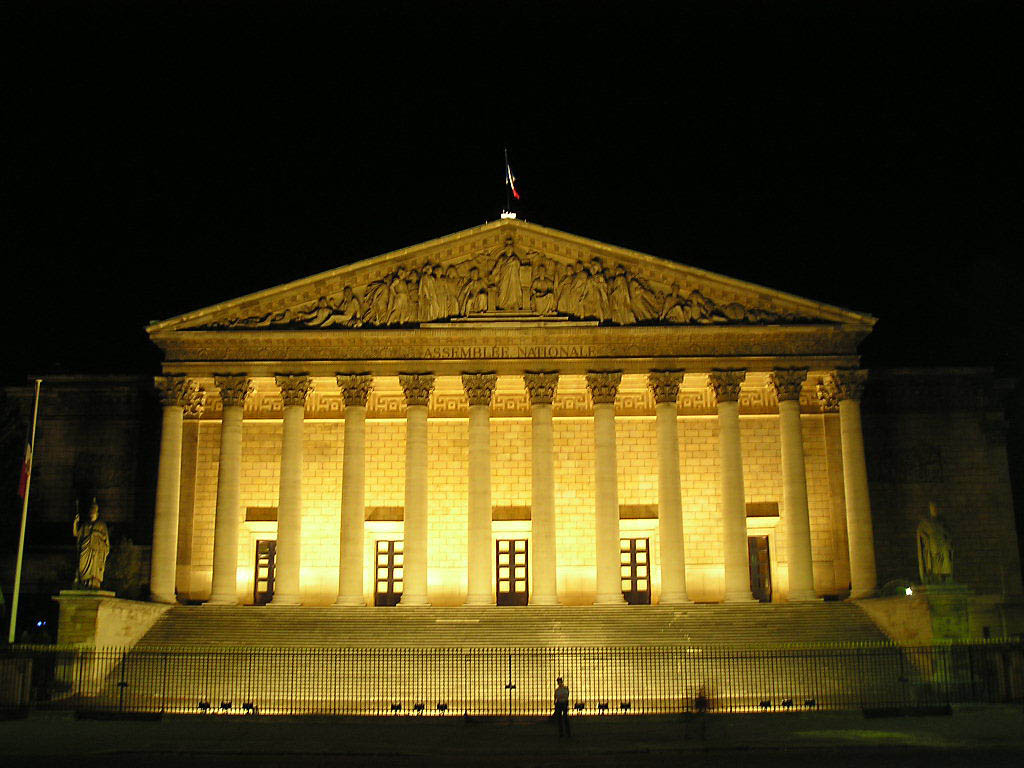
Parigi: facciata monumentale di Palazzo Borbone

Sotto l'aspetto culturale l'età napoleonica è caratterizzata dalla "naturale prosecuzione di quel momento di trapasso fra Illuminismo e Romanticismo, che già s'era visto emergere negli ultimi anni del Settecento.
Giovanni Getto affermò che l'età napoleonica è un momento nel quale:
Con l'ascesa di Bonaparte, l'architettura, l'arredamento, le arti decorative e le arti visive confluirono nel cosiddetto stile Impero, dove i temi del neoclassicismo furono strumentalizzati a fini politici. Architetti quali Charles Percier e Pierre-François-Léonard Fontaine ed artisti come Jacques-Louis David contribuirono all'affermazione e alla diffusione in gran parte d'Europa di uno stile fortemente celebrativo, volto a riportare in auge i fasti della Roma imperiale.